# Iglesia de madera de Nore

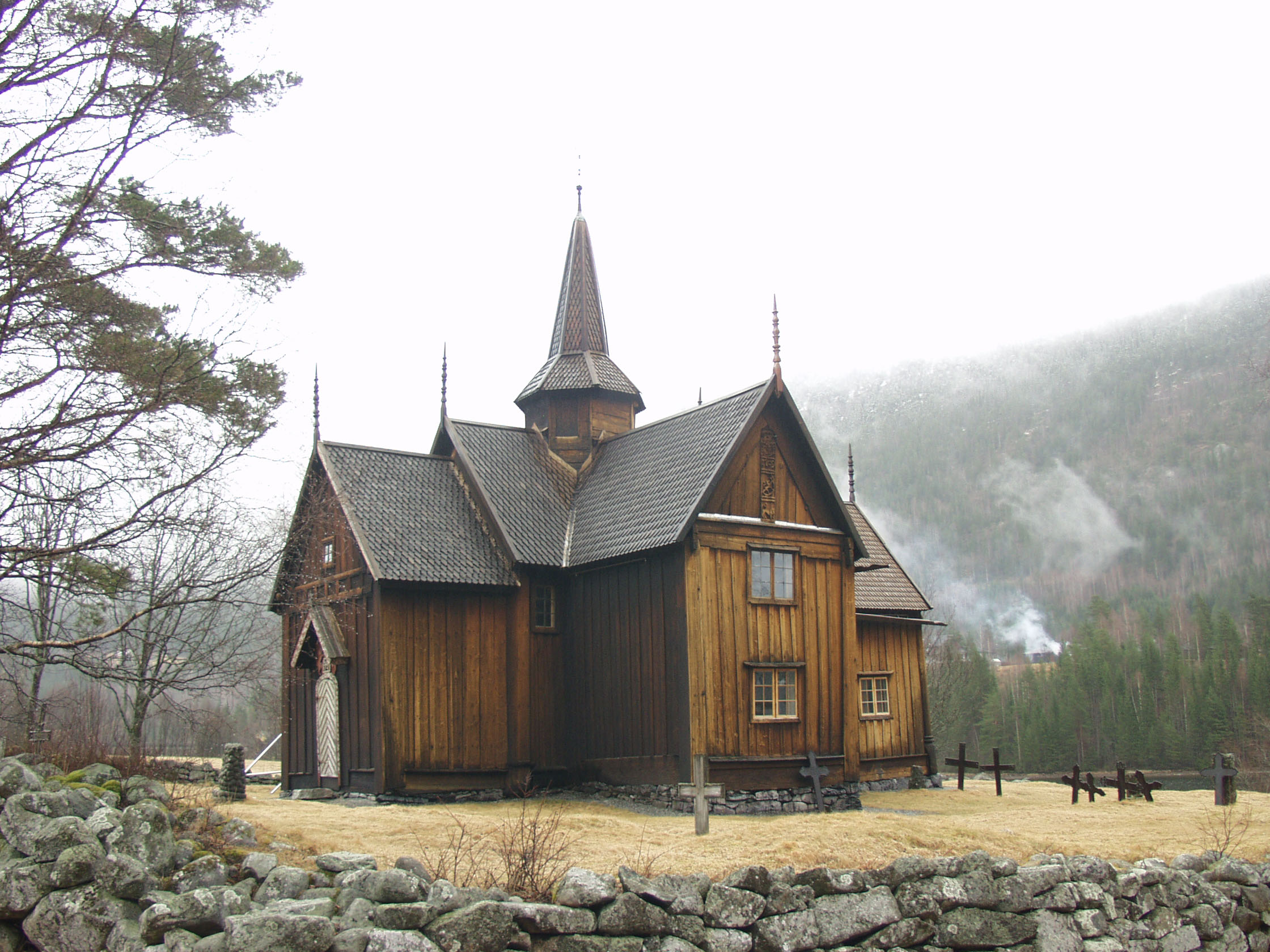
La iglesia de madera de Nore.

La iglesia de madera de Nore es un stavkirke del municipio de Nore og Uvdal, en Noruega, construida, de acuerdo a la dendrocronología, poco después de 1167.
Tiene planta de cruz griega, pero originalmente fue construida a finales del siglo XII como una stavkirke de tipo A con un mástil central en la nave (midmastkirke). 
La nave es la única parte original, construida en la típica técnica de stavverk. El coro y el transepto fueron erigidos con la técnica de lafteverk (técnica originalmente ajena a las stavkirke). Una característica sin paralelo de esta iglesia es que parece haber sido transformada en forma de cruz desde la Edad Media, al contrario de las demás stavkirke con ese tipo de planta (p.e. Lom), que fueron modificadas después de la reforma protestante. Originalmente los brazos del transepto terminaban en un ábside. La torre del crucero es octogonal. En el centro de la nave se conserva el mástil central —característico de este tipo de stavkirke—, que servía de soporte a la primera torre de la iglesia, hoy desaparecida, que se hallaba sobre el caballete del techo.
El transepto fue reconstruido entre 1709 y 1714, y el coro fue expandido en 1683. El porche occidental data de 1723 y la sacristía de mediados del siglo XVIII. Presenta tres galerías elevadas con ventanas, que simulan un triforio. En el interior hay inventario de estilo renacentista y rococó, entre lo que se conservan pinturas murales de 1655.
Funcionó como iglesia parroquial hasta la segunda mitad del siglo XIX. En 1888 Lorenz Dietrichson, estudioso de las stavkirke noruegas, compró la iglesia y dos años después la cedió a la Sociedad para la Conservación de los Monumentos Antiguos Noruegos.